# Erinnerungslernen
Erinnerungslernen bezeichnet die umfassende Erforschung und Praktizierung eines erinnerungsbezogenen Lernens von Individuen, Gruppen und Gesellschaften und wurde von Geert Franzenburg auf der Grundlage seit der Antike bestehender Ansätze und Erkenntnisse zum Thema und aufgrund internationaler Studien als integratives Konzept entwickelt. Das Konzept ergänzt den religionspädagogischen Ansatz von Reinhold Boschki, der im Anschluss an Johann Baptist Metz eine „anamnetische“ Lernkultur (biografieorientiertes Gedenken in der Schule) angesichts der Shoa empfiehlt.

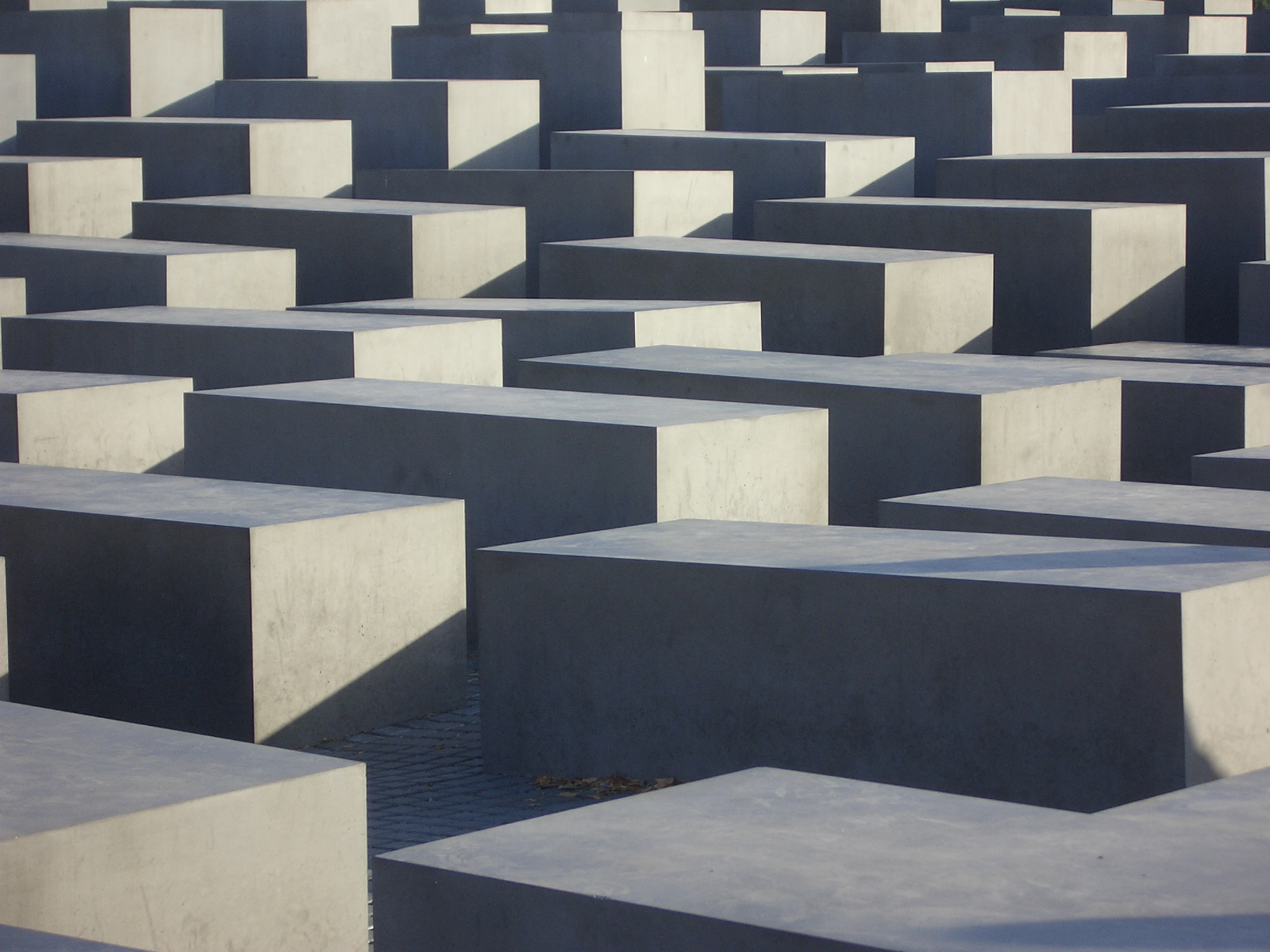
Holocaust-Mahnmal in Berlin

## Konzept
Während im deutschsprachigen Raum Arbeit mit Erinnerungen vor allem mit der „Erziehung nach Auschwitz“ sowie mit Gedenkstättenpädagogik, wie sie z. B. der Volksbund Deutsche Kriegsgräberfürsorge veranstaltet – auch die Arbeit mit „Stolpersteinen“ gehört dazu –, oder mit Biografiearbeit in der Erwachsenenbildung verbunden ist, stehen im englischsprachigen Raum die Gender- bzw. Rassismus-Thematik bzw. neurologisch-psychologische Fragen im Mittelpunkt.
Erinnerungslernen verbindet diese unterschiedlichen Aspekte mit kulturgeschichtlichen, mentalitätsgeschichtlichen, religionsgeschichtlichen und sozialwissenschaftlichen Aspekten, Themen und Fragestellungen zu einem erfahrungsbezogenen multidimensionalen und interdisziplinären pädagogischen Konzept.

## Ziele
Anders als beim „memory learning“ geht es weniger um physiologische, neurologische oder psychologische Aspekte des Erinnerns bzw. Lernens, als vielmehr um eine Kombination historischer, pädagogischer, soziologischer und philosophisch-theologischer Zugänge zum Phänomen individueller und kollektiver Erinnerung. Es befasst sich somit mit Einzelerinnerungen wie auch mit Erinnerungskulturen. Daher ist Erinnerungslernen eher mit dem sozialanthropologischen Konzept des Memory work zu vergleichen, allerdings weniger ethnologisch geprägt als dieser Ansatz und dafür eher historisch, sozialwissenschaftlich und pädagogisch orientiert; auch spielen gender und politische Interessen (Haug) beim Erinnerungslernen gegenüber Wertefragen eher eine untergeordnete Rolle.
Da kulturelle Erinnerung auf Verbindlichkeit und Reflexivität beruht und deutliche ethische Implikationen aufweist, ist auch Erinnerungslernen ethisch und wertbezogen orientiert. Beide Ansätze verbindet allerdings die Überzeugung, dass Erinnerungen als Ressourcen helfen, sich selbst und die Welt ringsum besser zu verstehen.

## Themen
Erinnerungslernen weist inhaltliche Überschneidungen mit dem Themenfeld der memory studies auf; das lässt sich an den Themen der Memory Studies Journals ablesen, wo es vor allem um folgende Themen geht: um die Verbindung von kollektiver Erinnerung und der Erosion des Nationalstaates, um Kontexte von Diaspora, Genozid, Erinnerungspolitik, War-Memorials, Kolonialismus, Militärkonflikte, sowie um den Holocaust, also um Themen, die auch für den gesellschaftlichen Aspekt von Erinnerungslernen relevant sind, vor allem sofern sie das Verhältnis von Nation und kollektivem Gedächtnis betreffen.
Diese Themen unterstreichen zudem den zentralen Aspekt aller Erinnerungsforschung und Praxis: das Verhältnis zwischen individueller und kollektiver Erinnerung: Da mit der Entwicklung eines Gedächtnisses unmittelbare Erinnerung unmöglich wird, da sie sich mit der Zeit an soziale Rahmen knüpft und dadurch verändert, muss man zwischen individueller Erinnerung (an Erfahrungen gebunden) und kultureller Erinnerung (an Objekte und Praktiken geknüpft) unterscheiden.
Erinnerungslernen setzt genau an dieser Unterscheidung an: Erinnerung als performative sozial beeinflusste Konstruktion von Identität verbindet individuelle und kollektive verbal und nonverbal kodierte Inhalte und Formen der Erinnerung, die mithilfe der jeweiligen Sprachkultur und unter Einsatz dekonstruktivistischer Text- und Diskursanalyse entschlüsselt werden müssen, um Identität zu rekonstruieren. Daher steht der Aspekt individueller und kollektiver/sozialer Identität auch im Mittelpunkt von Erinnerungslernen. Dabei können auch visuelle Medien wichtige Impulse liefern, indem sie Vergangenheit und Gegenwart auf besondere Weise durch Subjektivierung und Kontextualisieren verbinden.

## Methoden
Auch wenn das Erinnern zu den Grundfähigkeiten des Menschen gehört, funktioniert es nicht automatisch so, wie es soll, denn es unterliegt einer Fülle von Einflüssen und Bedingungen aller Art. Diese zu untersuchen und selbstbestimmt zu steuern, ist die Grundaufgabe von Erinnerungslernen.
Das geschieht auf ganz unterschiedliche Art und Weise, wobei im Mittelpunkt stets die sich erinnernde Person bzw. Gruppe steht, die von einem „Erinnerungscoach“ begleitet wird, der im hier dargestellten Konzept nach den Prinzipien humanistischer bzw. personzentrierter und gestaltorientierter Pädagogik vorgeht.
Die Inhalte sind dabei so vielfältig wie die beteiligten Menschen, die mit einem erinnerungsbezogenen Anliegen ihr Gegenüber konfrontieren, z. B. als Lernende ihre Lehrenden oder umgekehrt, in der Familie ihre Angehörigen, als Betreute ihre Betreuer im Krankenhaus, Alten- oder Pflegeheim (oder umgekehrt), als Geflüchtete ihre Sprachlehrenden oder Betreuenden (oder auch umgekehrt).
In solchen Fällen ist es hilfreich, dieses oft verschlüsselte Erinnerungsanliegen zu entschlüsseln, um dem Gegenüber Gelegenheit zu geben, das Erinnerte bzw. die Erfahrungen konstruktiv zu nutzen.
Hilfreich sind hierbei die Erkenntnisse und Erfahrungen der Biografiearbeit, da sie Zugänge ermöglichen und Interpretationshilfen liefern.
Das Gleiche gilt auch für Gruppen, wenn z. B. In Diskussionen unterschiedliche Erfahrungshintergründe oder Traumatisierungen zu Konflikten führen.
Hier helfen die Erkenntnisse und Erfahrungen der Gruppenarbeit und Gruppendynamik, da sie die oft unbewussten Dynamiken in Gruppenprozessen aufdecken.
Auf einer Metaebene lassen sich solche Konfliktpotenziale auch auf gesellschaftlicher oder nationaler bzw. interkultureller Ebene aufzeigen und für Konfliktmanagement auswerten.
Hier sind die Erkenntnisse und Erfahrungen einer „Erziehung nach Auschwitz“ von Bedeutung, da hier gesellschaftliche Einflüsse (Stereotype, Tabuisierung und Verdrängung, Erinnerungskulturen und -politiken) auf individuelles Handeln aufgezeigt werden.
Insbesondere die Ausprägungen von Erinnerungskulturen stehen dabei im Mittelpunkt, nicht zuletzt auch die Rolle von Erinnerungsorten.
Es geht somit nicht um das Erlernen von Mnemotechniken oder andere Formen des Gedächtnistrainings, sondern um Sensibilisierung aller Beteiligten für wesentliche zumeist unbeachtete aber einflussreiche Elemente von Erinnerung.

## Anwendungsfelder
Auf der Grundlage der erwähnten theoretischen Erörterungen ergeben sich die folgenden Praxisanregungen:
1. Im Dialog:

Wenn es um individuelle Erinnerungen geht, ist der erste Schritt herauszufinden, ob es um die Arbeit mit Ressourcen oder Traumata geht.
Entsprechend den Anregungen aus Biografiearbeit und Gestaltpädagogik bzw. humanistischer Pädagogik werden Wahrnehmungen formuliert ohne zu bewerten.
In einem zweiten Schritt werden die zumeist ambivalenten Wahrnehmungen auf ihren konstruktiven Gehalt hin befragt, um deutlich zu machen, dass jede Erfahrung von zwei Seiten betrachtet werden kann.
In einem dritten Schritt geht es um einen Transformationsprozess: Es geht darum, die geschichtliche in die Ich-Entwicklung zu integrieren und darum, ein differenziertes komplexes und Orientierung ermöglichendes Geschichtsbewusstsein zu entwickeln, das sich aus Zeit-, Wirklichkeits-, Historizitäts-, Identitäts- politischem, ökonomisch-sozialem und moralischem Bewusstsein der historisch geprägten Wirklichkeit, zusammensetzt und als Konstrukt auch Emotionen, Beziehungen, Interessen, Strategien, Adressaten, Wertevermittlung und ähnliche Diskursthemen umfasst, ja sogar in die Zukunft hineinragt.
2. In der Gruppe:

Auch hier geht es zunächst um die Klärung, ob die Erfahrung bzw. Erinnerung eher ressourcen- oder traumaorientiert ist. Daher geht es auch hier zunächst um Wahrnehmung ohne zu bewerten. Die besondere Gruppensituation bedingt, dass – je nach Größe der Gruppe – die Ergebnisse kategorisiert werden müssen. Da vermutlich der Erinnerungsimpuls oder Hinweis von einem Gruppenmitglied kommt, werden die übrigen Teilnehmenden im Stil der „Kollegialen Beratung“ um nicht wertende Assoziationen gebeten, um einen möglichst umfassenden Ein- und Überblick zu gewinnen. Aufgabe des Einbringenden ist es, die Hinweise der anderen für sich zu integrieren; das kann bei Bedarf in Dialogen unter vier Augen geschehen.
Wenn von den übrigen Teilnehmenden jemand sich motiviert fühlt, einen weiteren bzw. neuen Erinnerungsimpuls zu geben, wiederholt sich das Prozedere entsprechend. Auch hier kommt es auf die Decodierung von Narrativen, Ritualen, Bildern, Klängen, Inszenierungen an.
3. In der Gesellschaft:

Bei der Untersuchung von Erinnerungskulturen und Erinnerungspolitiken im gesellschaftlichen Kontext geht es weniger um die Bearbeitung von Traumatisierungen oder best practice Erfahrungen, sondern um die Frage, wie Individuen und Gruppen mit vorgegebenen Erinnerungsformen umgehen. Das betrifft vor allem den Umgang mit NS-Zeit, Weltkrieg und Holocaust (Boschki/Schwendmann), vor allem im Bereich der Erwachsenenbildung.
Daher besteht hier der erste Schritt darin herauszufinden, ob es zu einem bestimmten Gedenkereignis eine einzige, eine dominierende oder mehrere konkurrierende Erinnerungskulturen gibt. In einem zweiten Schritt gilt es, jede dieser Erinnerungskulturen in allen Aspekten zu beleuchten und in einem dritten Schritt zueinander in Beziehung zu setzen.
Auf diese Weise werden Dimensionen des Geschichtsbewusstseins deutlich (von Borries, 2001) und es lässt sich ermitteln, ob die historische Sinnbildung auf „traditionale“ (Mythos, Tradition), „exemplarische“ (Lehrsätze, Orientierungsregeln), „kritische“ (Deutungsmuster, Hinterfragen) oder „genetische“ (Kontinuität als Entwicklung, Integration) Weise geschieht. Auf diese Weise lässt sich ansatzweise auch eine Art „Erinnerungsgrammatik“ entwickeln.

## Beispiele für Erinnerungslernen in der Praxis
Dialog:

Die Beschäftigung mit Autobiografien kann – je nach Kontext der betreffenden Erinnerung – dabei helfen, Zugang zur eigenen Lebensgeschichte zu bekommen und auf diese Weise die erinnerte Erfahrung in die Lebenswelt zu integrieren. Dazu gehört z. B. die Beschäftigung mit Initiationen oder Lebensübergängen (z. B. bei Theologen) ebenso wie mit Ablösung oder Widerstand (wie bei NS-Widerständlern) durch Identifikation mit historischen Akteuren, die zugleich vor allzu intimen eigenen Bekenntnissen bewahrt.
Diskussion:

Wie erwähnt ist die „Kollegiale Beratung“ bzw. Intervision, normalerweise in Coaching- oder Supervisionsprozessen üblich, auch für Erinnerungslernen sinnvoll einsetzbar und kann dabei befreiend wirken. Das kann z. B. darin bestehen, dass ein im Gruppenprozess aufbrechendes oder aufgebrochenes Trauma entpersonalisiert und gemeinsam bearbeitet wird. Es könnte z. B. als eigenständiges Wesen behandelt und von den Teilnehmenden angesprochen werden, z. B. die erlebte Missachtung als Schatten, mit dem die Anwesenden mit Ausnahme des/der zuhörenden Einbringenden auf unterschiedliche Weise Kontakt aufnehmen, um möglichst viele Aspekte zu beleuchten.
Gesellschaft:

Ein wichtiges Beispiel, wenn es um das Wechselspiel konkurrierender Erinnerungskulturen geht, sind die Baltischen Länder.
An diesem Beispiel lässt sich aufzeigen und untersuchen, wie unterschiedliche politische und nationale Interessen (russisch vs. estnisch bzw. lettisch) Auswirkungen auf Inhalte und Formen von Erinnerungs- und Gedenkkultur haben.
Fazit:
Im Sinne einer Selbstaufklärung des Menschen im 21. Jahrhundert hilft der pädagogisch, therapeutisch, philosophisch und ethisch reflektierende Einsatz von Inhalten, Formen und Strukturen individueller und kollektiver Erinnerung Einzelnen, Gruppen und Gesellschaften dabei, konstruktiver und damit zufriedenstellender mit Erinnerungen umzugehen.